# 盛宝银行
盛宝银行（英語：Saxo Bank A/S）1992年成立于丹麦哥本哈根，是专门从事在线投资的现代投资银行，目前在50个不同国家拥有员工1000人左右。该银行总部位于丹麦哥本哈根，在北京、伦敦、西班牙、香港和新加坡设有办事处。
盛宝银行在全球与多家银行合作，贴牌进行投资业务，也称“白标”（white label）：就是为其他银行和经纪公司开发该在线交易平台的定制版本。目前盛宝银行已经获得银监会批准在北京成立办事处，并将于国内银行合作开展外汇等投资交易。
盛宝银行在2014年中開始收取帳戶閒置手續費。如帳戶內無交易紀錄達180天，將收取閒置手續費100美元。
盛宝银行在2015年1月開始收取帳戶存倉費。凡持有股票、交易所買賣基金/交易所買賣商品或債券的戶口，每年存倉費將為0.12%。 存倉費會每月收取並以戶口值計算。
2017年5月6日盛寶銀行创始人之一，Lars Seier Christiansen，将其持有的25.71%股份出售給浙江吉利控股集团香港子公司，同時，吉利亦將收購該銀行其他小股東股份，另持股量上升至30%，成為大股東